# Дубовка (Ставропольский край)
Ду́бовка — село в Шпаковском районе (муниципальном округе) Ставропольского края России.

## Название
Населённый пункт получил своё наименование «от зарослей дуба в окрестностях»:311.
Варианты названия: Дубовское, Дубово:552.

## География
Расстояние до краевого центра: 25 км. Расстояние до районного центра: 14 км.

## История
Село Дубовка основано на реке Дубовке (Тоненькой) в 1817 году (по другим данным в 1833 году). В архивных источниках имеются сведения, что деревня Дубовка с близлежащими Казинскими хуторами была отделена от села Пелагиады весной 1840 года особым сельским обществом, а земля для «вновь открытого селения Дубовки» отмежёвана весной 1841 года:552. Входило в Ставропольский уезд.
С образованием в 1924 году Северо-Кавказского края село было определено административным центром Дубовского сельсовета Московского района Ставропольского округа. Согласно «Списку населённых мест Северо-Кавказского края» на 1925 год, оно состояло из 530 дворов, в которых проживало 2927 человек (1355 мужчин и 1572 женщины). В населённом пункте размещались 2 партийные организации, школа, библиотека, 2 частных ссыпных пункта, 6 небольших промышленных предприятий (включая 4 кузницы и 2 мельницы):280—281.
По данным переписи 1926 года по Северо-Кавказскому краю, в селе числилось 599 хозяйств и 3089 жителей (1461 мужчина и 1628 женщин), из которых 3056 — русские:268.
До 16 марта 2020 года село было административным центром упразднённого Дубовского сельсовета.

## Население
| 1908  | 1920  | 1925  | 1926  | 1989  | 2002  | 2010  |
| ----- | ----- | ----- | ----- | ----- | ----- | ----- |
| 3432  | ↘2818 | ↗2927 | ↗3089 | ↘1340 | ↗1835 | ↘1674 |
| 2013  | 2014  | 2021  |       |       |       |       |
| →1674 | ↗1700 | ↘1563 |       |       |       |       |

По данным переписи 2002 года, 79 % населения — русские.

## Инфраструктура
- Администрация Дубовского сельсовета[19]
- Культурно-спортивный комплекс[20]
- Модульный ветеринарный участок[21]

## Образование
- Детский сад № 24[22]
- Средняя общеобразовательная школа № 16[23]

## Религия
- Храм св. вмч. Димитрия Солунского. До революции была старинная сельская церковь, разрушенная в 1930-е годы. Новая церковь построена в 2000 году[24]. Строительно храма началось 1995 году.[источник не указан 605 дней]

## Памятники
- Братская могила 3 партизан, погибших за власть советов. 1918—1920, 1976 годы[25]
- Памятник активисту-комсомольцу П. Г. Шипилову, погибшему от рук кулаков. 1932 год[26]

## Кладбища
В селе 3 общественных открытых кладбища:
- Участок примерно в 390 м северо-восточнее здания Дубовского сельсовета (ул. Шоссейная, 3). Площадь 37 964 м².
- Участок примерно в 9270 м северо-восточнее здания сельсовета. Площадь 35 023 м².
- Участок примерно в 5850 м юго-восточнее здания сельсовета. Площадь 12 989 м².